# Gewoon puntkogeltje
Het gewoon puntkogeltje (Mycosphaerella punctiformis) is een schimmel behorend tot de familie Mycosphaerellaceae. Het is een biotrofe parasiet die bladvlekken veroorzaakt op vooral afgevallen bladeren van loofbomen. Hij leeft monofaag op planten uit de napjesdragersfamilie (Fagaceae). De schimmel is onder meer bekend van tamme kastanje (Castanea sativa) en zomereik (Quercus robur).

## Kenmerken
De conidia zijn hyaliene, ongesepteerd en meten 2-4 × 6-15 µm. De ascomata zijn zwart, overwegend onderzijdig en meten 70-110 µm. De asci zijn achtsporig en meten 5-7 × 30-45 µm. De ascosporen zijn 1-septaat en meten 3 × 8-9 µm.

## Verspreiding
Het gewoon puntkogeltje komt net name voor in Europa en Noord-Amerika en sporadisch hierbuiten. In Nederland komt het matig algemeen voor.

̽